# VfL Bochum
VfL Bochum er en tysk fodboldklub fra Bochum i Ruhr-distriktet, der spiller i landets bedste række, Bundesligaen.

## Historie
Klubben blev grundlagt i 1911 men kan følge sporen helt tilbage til Bochumer TV, der blev grundlagt i 1848. dette gør det til en af de ældste tilbageværende sportsklubber i Tyskland.
Før 40'erne var det andre klubber fra Bochum, der klarede sig fint i fodbold, men i 1949 kom klubben op i den næstbedst række. I 60'erne var klubben dog tilbage i de lavere rækker. I 1971 lykkedes det dog at komme i Bundesligaen, men allerede i 1968 havde klubben været i den tyske pokalfinale (hvor det blev et forsmædeligt nederlag til 1. FC Köln. Først i 1993 kom klubben igen i Bundesligaen. Siden er klubben rykket op og ned adskillige gange.

## Nuværende trup
Oversigten er opdateret til og med 22. maj 2025
| Nr. | Land        | Position | Spiller                   |
| --- | ----------- | -------- | ------------------------- |
| 1   | Tyskland    | MM       | Timo Horn                 |
| 2   | Costa Rica  | FO       | Cristian Gamboa           |
| 4   | Serbien     | FO       | Erhan Mašović             |
| 5   | Brasilien   | FO       | Bernardo                  |
| 6   | Mali        | MI       | Ibrahima Sissoko          |
| 8   | Frankrig    | MI       | Anthony Losilla (Anfører) |
| 9   | Holland     | AN       | Myron Boadu               |
| 10  | Holland     | MI       | Dani de Wit               |
| 11  | Grækenland  | AN       | Georgios Masouras         |
| 13  | Kroatien    | FO       | Jakov Medic               |
| 14  | Tyskland    | FO       | Tim Oermann               |
| 15  | Tyskland    | FO       | Felix Passlack            |
| 16  | Tyskland    | MI       | Niklas John               |
| 17  | Tyskland    | MI       | Tom Kraub                 |
| 18  | Tyskland    | AN       | Samuel Bamba              |
| 19  | El Salvador | MI       | Matus Bero                |

| Nr. | Land         | Position | Spiller            |
| --- | ------------ | -------- | ------------------ |
| 20  | Ukraine      | FO       | Ivan Ordets        |
| 21  | Filippinerne | AN       | Gerrit Holtmann    |
| 23  | Japan        | MI       | Koji Miyoshi       |
| 24  | Tyskland     | MI       | Mats Pannewig      |
| 25  | Tyskland     | FO       | Mohammed Tolba     |
| 27  | Tyskland     | MM       | Patrick Drewes     |
| 28  | Tyskland     | MI       | Lennart Koerdt     |
| 29  | Tyskland     | AN       | Moritz Broschinski |
| 32  | Tyskland     | FO       | Maximilian Wittek  |
| 33  | Tyskland     | AN       | Philipp Hofmann    |
| 34  | Tyskland     | MM       | Paul Grave         |

### Udlånt
| Nr. | Land     | Position | Spiller                                      |
| --- | -------- | -------- | -------------------------------------------- |
| 33  | Tyskland | FO       | Moritz Römling (Udlånt til Türkgücü München) |

| Nr. | Land              | Position | Spiller                                     |
| --- | ----------------- | -------- | ------------------------------------------- |
| 35  | Republikken Congo | AN       | Silvère Ganvoula (Udlånt til Cercle Brugge) |

## Resultater

### Titler
Tysk pokalturnering
- Sølv (1): 1968, 1988

## Kendte spillere
- Ralf Zumdick

## Danske spillere
- Søren Colding
- Peter Madsen
- Thomas Christiansen
- Peter Skov-Jensen
- Tommy Bechmann
- Peter Graulund
- Michael Lumb
- Ken Ilsø